# Bollocks
Bollocks (1978 – ca. 1982) – Dansk punkband der bl.a. spillede på de tidlige danske punkscener Rockmaskinen og Saltlageret. Bollocks var ret tro mod den oprindelige punkgenre introduceret af bl.a. Ramones og Sex Pistols. Især inspiration fra Ramones kan spores i Bollocks' sange. Bandet må sammen med bl.a. danske Sods og Brats betegnes som værende blandt de første danske punkbands. 
Bollocks spillede til punkfestivalerne Concert Of The Moment (1979), Concerto de Nobrainos insanos (1980) og Nosferatu Festival (1982). Bandet spillede på Roskilde Festival i 1980.
Bollocks' koncert sammen med en række andre bands i Saltlageret den 8. december 1978 bliver i punk fanzinet Iklipsx anmeldt således af Jesper Reisinger: "Bollocks var aftenens scoop, også en helt ny gruppe (kun 3 dage) men alligevel bedre end de andre. De gad ikke lave spil for galleriet, for de var punks, og de vidste det."
Bollocks blev gendannet i 2000'erne og er et forholdsvis aktivt band på livescenen. Tidligere og nuværende medlemmer i Bollocks er Jens, Lars, Fjelde, Marco, Peter, Peter (tidl. i ADS) og Malle.

## Udgivelser
- MC 14/11 1980 Concert Of The Moment (Irmgardz / IRMG K502) Cover
- 12" 3x LPlive 1980 Concert Of The Moment (Irmgardz / IRMG02)
- 12" LP Compilation 1982 Live Nosferatu Festival ( Nosferatu Records / NOS1)
- 12"lP 1997 Comp Bloodstains Across Denmark.